# Мамут Дібаг
Дібаг Мамут (крим. Mamut Dibağ) — кримськотатарський письменник, драматург.
Народився 1905 року в Бахчисараї.
Перше оповідання «Концерт» надрукував 1938 року. На конкурсі Спілки письменників і редакції газети «Красный Крым» цей твір здобув другу премію.
З початком Другої світової війни, незважаючи на погане здоров'я, Мамут Дібаг добровільцем вирушає на фронт. Загинув 1942 року під час оборони Севастополя.

## Творчість

### Оповідання
- «Концерт» («Kontsert»).
- «Слідами гостя» («Musafirniñ peşinden»).
- «Бджоли» («Balqurtlar»).
- «Ферат» («Ferat»).
- «Кам'яна невістка» («Taş dudu»).

### П'єси
- «Таємне сватання» («Gizli nişan»).